# Mary Ann/E dopo questa notte
Mary Ann/E dopo questa notte è un singolo dei Pooh, pubblicato in Italia nell'aprile del 1969 dalla casa discografica Vedette.

## Descrizione
Mary Ann partecipò al  Cantagiro 1969 nel girone dedicato ai giovani. La canzone è stata inserita all'interno del terzo album del gruppo, Memorie, pubblicato lo stesso anno.
Mary Ann è stata talvolta ripresa in concerto anche a decenni di distanza, sebbene non si tratti di uno dei singoli di maggior spicco in quell'epoca della carriera del complesso. Il brano è stato ripreso dagli stessi Pooh nella raccolta Poohbook del 1995 in cui è stata proposta una versione riarrangiata.
Come Il tempio dell'amore (lato B di Buonanotte Penny), anche E dopo questa notte era già presente nel precedente 33 giri Contrasto, ma con un arrangiamento diverso.

## Tracce
LATO A
1. Mary Ann (testo: Pantros – musica: Camillo Facchinetti)

LATO B
1. E dopo questa notte (testo: Pantros – musica: Henri Tical)

## Formazione 1969
- Valerio Negrini - voce, batteria
- Roby Facchinetti - voce, tastiere
- Riccardo Fogli - voce, basso
- Dodi Battaglia - voce, chitarra

## Formazione 1988
- Stefano D'Orazio - voce, batteria
- Roby Facchinetti - voce, tastiere
- Red Canzian - voce, basso
- Dodi Battaglia - voce, chitarra